# Il colpo era perfetto, ma...
Il colpo era perfetto, ma... (Midas Run) è un film del 1969, diretto da Alf Kjellin.

## Trama
Pedley, agente segreto britannico ormai prossimo alla pensione, deluso per non avere avuto nessun riconoscimento per la sua carriera decide di organizzare un furto.
Il suo ultimo incarico infatti è quello di scortare un carico di lingotti d'oro dall'Inghilterra all'Africa imbarcato su di un aereo passeggeri e organizza in piano per prendere possesso del carico.
Il furto dovrebbe avvenire in Italia con l'aiuto di Mike Warden, uno scrittore americano e Sylvia Giroux che è diventata ben presto sua amante.
Quando il carico d'oro sparisce, Lord Henshaw si precipita a Roma a inizia ad indagare e l'agente si dimostra molto abile a trovare sia la refurtiva che gli esecutori minori.
Messi al sicuro di suoi complici Mike e Sylvia, scopriamo che il suo intento non era impossessarsi dell'oro bensì solo del premio dell'assicurazione.